# Mpinji
Mpinji ist ein Verwaltungsbezirk (Ward) des Distrikts Same in der tansanischen Region Kilimandscharo.

## Geografie
Mpinji liegt im Nordosten von Tansania im Zentrum des Südlichen Pare-Gebirges. Der Bezirk grenzt im Norden an Chome, im Nordosten an Mtii, im Osten an Lugulu und Myamba, im Süden an Kirangare und im Westen an Bwambo. Bei der Volkszählung 2022 lebten 10.096 Menschen in 2482 Haushalten auf einer Fläche von 38,3 Quadratkilometern.

## Gliederung
Der Bezirk besteht aus vier Gemeinden (Mtaa) mit 13 Orten (Kitongoji):
| Mpinji - Mpinji - Kirungaya - Kwanatoo | Ivuga - Ivuga - Mpujini | Kirongwe - Malumbi - Mafingiro - Mabweni - Matara | Sambweni - Sambweni - Mlola - Kitala - Myombo |

## Wirtschaft und Infrastruktur
- Bildung: Die Kimala Secondary School ist eine öffentliche weiterführende Schule mit einer Ausbildung bis zur 4. Stufe. Im Jahr 2023 besuchten knapp 200 Mädchen und Burschen diese Schule.[8]
- Gesundheit: Im Bezirk liegen zwei staatliche Apotheken, je eine in der Gemeinde Kirongwe[9] und Mpinji.[10]